# Arthur Vanderstuyft
Arthur Vanderstuyft (23 de diciembre de 1883-6 de mayo de 1956) fue un deportista belga que compitió en ciclismo en la modalidad de pista. Ganó tres medallas en el Campeonato Mundial de Ciclismo en Pista entre los años 1904 y 1908.

## Medallero internacional
| Campeonato Mundial | Campeonato Mundial    | Campeonato Mundial | Campeonato Mundial |
| Año                | Lugar                 | Medalla            | Competición        |
| ------------------ | --------------------- | ------------------ | ------------------ |
| 1904               | Londres (Reino Unido) | Medalla de bronce  | Medio fondo (P)    |
| 1906               | Ginebra (Suiza)       | Medalla de plata   | Medio fondo (P)    |
| 1908               | Berlín (Alemania)     | Medalla de bronce  | Medio fondo (P)    |